# Kanton Nonancourt
Kanton Nonancourt (fr. Canton de Nonancourt) je francouzský kanton v departementu Eure v regionu Horní Normandie. Skládá se ze 14 obcí.
- Acon
- Breux-sur-Avre
- Courdemanche
- Droisy
- Illiers-l'Évêque
- Louye
- La Madeleine-de-Nonancourt
- Marcilly-la-Campagne
- Mesnil-sur-l'Estrée
- Moisville
- Muzy
- Nonancourt
- Saint-Georges-Motel
- Saint-Germain-sur-Avre